# NGC 4508
NGC 4508 este o galaxie situată în constelația Fecioara. A fost descoperită în 19 aprilie 1830 de către John Herschel.